# ルック・アンド・フィール
ルック・アンド・フィール（英: look and feel、LnF）とは、グラフィカルユーザーインターフェイス (GUI) における色、形状、レイアウト、書体 (typeface) のような要素を含むデザインの外観（ルック）と、ボタン、テキストボックス、メニューといった動的要素の振る舞い（フィール、感触）からなる、ユーザエクスペリエンスの要素である。
ルック・アンド・フィールという用語はソフトウェアとウェブサイト両方に関して使われている。それ以外にも、文書では例えば、視覚的なレイアウト（ドキュメントサイズ、色、フォント、その他）と書式 (style) を意味する。設備の文脈では、それは生産ラインを通じた制御と表示の一貫性を意味する。

## オペレーティングシステム
オペレーティングシステム (OS) のユーザインターフェイスのルック・アンド・フィールには主に二つの目的がある。まず、それは一目見てその製品がある会社のものであると認識させるブランドの役割を持つ。第二に、ユーザーが製品機能（見た目、使い方など）に慣れてくると、同じルック・アンド・フィールを持つ他の製品を簡単に使いこなせるようになる。いくつかの会社が自社のルック・アンド・フィールについて著作権を主張しようとしている。
Appleは自社のMac OSに関してルック・アンド・フィールという用語を使ったことで注目された。同社は、類似のルック・アンド・フィールを持つソフトウェアを開発しようとする他のソフトウェア開発企業を妨害しようとして、いくつかは成功した。Appleは、彼らのソフトウェアのルック・アンド・フィールには著作権があると主張した。また、彼らはMac用のソフトを開発していたマイクロソフトに対しても訴えを起こし、WindowsオペレーティングシステムはAppleのルック・アンド・フィールの違法コピーだと主張した。ソフトウェアコミュニティの激しい反発を招き、リチャード・ストールマンによるプログラミング自由連盟の設立を引き起こしたにもかかわらず、期待された重要な判例となる画期的判決とはならず、AppleがWindows 1.0に関してマイクロソフトに許諾したライセンスに基づいて争点の大半は無効となった後、1997年にマイクロソフトが巨額の和解金をAppleへ支払い、両社はクロスライセンス契約を結んだ。ロータス対ボーランドの訴訟では、連邦第1巡回区控訴裁判所はユーザインターフェイスのフィールに関する著作権侵害の主張を棄却した。

## ウィジェット・ツールキット
オペレーティングシステムのユーザインターフェイスにとって、ルック・アンド・フィールは製品の同一性や一貫性の一部である。一方これに反して、ウィジェット・ツールキットでは、大抵は、ツールキット既定のルック・アンド・フィールから派生させるか、ツールキットのユーザーが完全に自分で定義することで、アプリケーションのルック・アンド・フィールをカスタマイズすることが可能である。このカスタマイズは、スキン（ルックあるいはウィジェットの視覚的外観）の変更に始まり、果てはユーザーがソフトウェアと対話する方法（フィール）を完全にカスタマイズするものまである。
アプリケーションと連携するルック・アンド・フィールの定義はたいてい初期化時に行なわれるが、Java APIの一部であるSwingのような、いくつかのウィジェット・ツールキットでは、ユーザーが実行時にルック・アンド・フィールを変更できるようになっている。
カスタマイズされたルック・アンド・フィール設定をサポートするウィジェット・ツールキットの例をいくつか挙げる。
- XUL

ユーザーインターフェイスのルック・アンド・フィールはXUL定義ファイルと関連するCSSファイルをカスタマイズできる。既定値からカスタマイズできるプロパティは、例えばウィジェットの背景色や前景色、フォント、ウィジェットのサイズなどである。
- Swing

既定値からの派生、既存のもの、スクラッチからの作成、またはJ2SE 5.0から利用可能になったsynth（スキンを変更可能なルック・アンド・フィール）と呼ばれるXMLプロパティファイルによって、ウィジェットのルック・アンド・フィールのカスタマイズをサポートする。

## 文学
ダグラス・クープランドの小説『マイクロサーフス』における登場人物の一人が、所有する二匹のハムスターにルックとフィールという名前をつけた。